# Agustín Fest
Agustín Daniel Fest Salazar, conocido como Agustín Fest, (Ciudad de México, 1981) es un escritor mexicano. Es autor de Dile a tu mamá que se calle, obra por la que recibió una mención honorífica del Premio Nacional de Novela Breve "Amado Nervo" en 2013. Fue el ganador del Décimo Segundo Premio Nacional de Cuento Corto "José Agustín" en 2012 con el relato Lotófago. Ha sido becario del Fondo Nacional para la Cultura y las Artes (FONCA). 

## Biografía
Agustín Fest estudió Letras Inglesas en la Universidad Nacional Autónoma de México. Comenzó su carrera como escritor con varias publicaciones en línea, como El libro de marte o Escorpión de sangre; además de participar en diversas publicaciones impresas y en línea.
Tras obtener el Premio Nacional de Cuento Corto "José Agustín", recibió el estímulo para Jóvenes Creadores del FONCA en 2013, en la categoría Cuento, con el que produjo la obra Las múltiples vidas de Mateo.
Junto con su esposa formó la editorial 3 Demonios, que fue reconocida en 2017 por rescatar obras de autores como Walter Crane y Charles Lamb, traducirlas al español, ilustrarlas y publicarlas en formato digital.
Es autor de la columna "La escuela de los opilones" en el diario La Jornada Aguascalientes.

## Obras
- El libro de marte: una novela de Capurro (2011)
- Escorpión de sangre: una novela de Ernesto Medel (2011)
- Dile a tu mamá que se calle (2013)
- Las múltiples vidas de Mateo (2014)
- La torre de los sueños (2015)
- Panteón de plumas negras (2016)
- Aquí no es el cielo (2017)